# Le Patineur (César)
Pour les articles homonymes, voir Le Patineur.
Le Patineur, ou L'Homme du futur ou l'Homme de la liberté, est une sculpture de l'artiste français César Baldaccini réalisée en 1989. Elle est installée depuis 1992 sur la place Tolozan, dans le 1er arrondissement de Lyon, en France.

## Description
Le Patineur, également dénommée L'Homme du futur ou l'Homme de la liberté, est une statue de bronze d'une hauteur de 5 mètres, d'une envergure d'environ 5,30 mètres et d'un poids de 5 tonnes. Elle représente un homme avec des ailes, chaussé de patins à roulettes et se tenant en équilibre sur une jambe.
Elle se trouve depuis 1992 sur la place Tolozan, à proximité du quai Lassagne, dans le 1er arrondissement de la ville de Lyon. Lors de son installation sur la place, d'importants travaux de scellement, dans un massif de béton armé de 16 mètres cubes, ont été nécessaires afin de stabiliser la statue.

## Histoire
La statue est une commande, de la Société lyonnaise de conseil en investissement (SLYCI), à l'artiste César Baldaccini en 1989 ; elle est destinée à être installée place Tolozan à Lyon, ce qui sera réalisé en 1992.
La SLYCI, après avoir proposé la statue à la ville de Lyon qui déclinera l'offre, fait faillite. La statue est, comme l'ensemble des biens de la société, mise aux enchères et c'est finalement la Chaîne thermale du Soleil qui en fait l'acquisition pour une valeur de 460000 euros. Une longue bataille judiciaire va alors débuter à cause du souhait des nouveaux propriétaires de récupérer la statue afin de l'exposer dans un de ses centres de cure.
En 1999, un juge interdit son déplacement sans accord préalable de la mairie et de l'architecte des bâtiments de France. La Fondation Léa et Napoléon Bullukian parvient à rassembler les fonds nécessaires à son rachat, et la statue est finalement vendue à celle-ci contre la somme de 507000 euros,. La fondation en fait ensuite don à la ville de Lyon.